# Оскар Руджери
Оскар Руджери (на испански: Oscar Ruggeri) е аржентински футболист, защитник и треньор.

## Кариера
Руджери прави своя дебют за Бока Хуниорс в аржентинското първенство на 8 юни 1980 г. срещу Нюелс Олд Бойс, а Бока печели с резултат 3:0. Месец по-късно, на 9 юли Руджери вкарва първия си гол за отбора. От 1980 до 1984 г. записва 146 мача и 9 гола. Той е ключов защитник за обора в кампанията Метрополитано през 1981 г. Напуска Бока заради разногласия с ръководството и преминава в лагера на основния им претендент – Ривър Плейт. С тях става шампион на Аржентина през сезон 1985/86 г., печели Копа Либертадорес.
През 1988 – 1990 г. играе в Испания за Логроньос и Реал Мадрид. С последните печели титлата на Испания през 1990 г., но поради разногласия по договора му, напуска и преминава във Велес Сарсфийлд. След година и половина, в Италия с Анкона и мексиканския Клуб Америка, той преминава в Сан Лоренцо през 1994 г. Там Руджери планира да сложи край на кариерата си, но през 1997 г., прекарва известно време в Ланус, който се превръща в последния клуб в кариерата му.
За националния отбор на Аржентина дебютира под ръководството на Карлос Билардо през 1983 г. в мач срещу Чили. Той играе за отбора до 1994 г. В състава им 3 пъти участва на световни първенства. През 1986 г. той помага на „гаучосите“ да спечелят мондиала, а през 1990 г. – достига финал. Също така 4 пъти участва в Копа Америка, а през 1991 и 1993 г. е победител в този турнир.
След края на кариерата си той работи като треньор.

## Отличия

### Отборни
Бока Хуниорс
- Примера дивисион: 1981 (М)

Ривър Плейт
- Примера дивисион: 1985/86
- Копа Либертадорес: 1986
- Междуконтинентална купа: 1986
- Копа Интерамерикана: 1986

Реал Мадрид
- Ла лига: 1989/90

Клуб Америка
- КОНКАКАФ Шампионска купа: 1992

Сан Лоренцо
- Примера дивисион: 1995 (К)

### Международни
Аржентина
- Световно първенство по футбол: 1986
- Копа Америка: 1991, 1993
- Купа на конфедерациите: 1992
- Купа Артемио Франки: 1993